# Данні Міноуг
Данні Міноуг (англ. Dannii Minogue, 20 жовтня 1971, Мельбурн, Австралія) – австралійська співачка, авторка пісень, акторка театру і кіно, фотомодель, дизайнерка одягу, телеведуча, діджейка. Сестра Кайлі Міноуг.

## Біографія
Народилася 20 жовтня 1971 в Мельбурні, Австралія в родині Рона Міноуг, австралійського бухгалтера з ірландським корінням, та Керрол Джонс, танцюристки з Уельсу. Є наймолодшою з трьох дітей, її сестра - акторка й естрадна співачка Кайлі Міноуг.
Незабаром досягла успіху в кількох хітах, хоча відмовилася від популярності як співачки для свого другого альбому, що дозволило зосередитися на інших сферах, таких як робота на телебаченні.

## Дискографія
- 1990: Dannii
- 1991: Love and Kisses
- 1993: Get into You
- 1997: Girl
- 1999: The Singles
- 1999: The Remixes
- 2003: Neon Nights
- 2006: The Hits & Beyond
- 2007: Unleashed
- 2007:Club Disco
- 2008/09: The Early Years
- 2009: The 1995 Session

## Нагороди
- The Variety Club of Australia – Young Variety Award (1989)
- Radio One & Flash Forward Magazine – #1 Woman of the Year (1991)
- BIG Magazine – World's Best Female Pop Star (1991)
- Smash Hits Poll Winners Party – Best New Artist (1991)
- BRMB Music Awards – Best Video for "All I Wanna Do (1998)
- Maxim Awards – Best Stage Performance for Notre-Dame De Paris (2001)
- Disney Channel Awards – Best Female Artist (2003)
- Capital FM Awards – Capital Rhythm Award (2003)
- ARIA Awards – Best Pop Release (2003)
- Dancestar 2004 Awards – Best Worldwide Single (2004)
- WMC International Dance Music Awards – Best Dance Artists (2004)
- WMC International Dance Music Awards – Best Hi-Energy / Euro Release (2004)
- Glamour Awards – TV Personality (2007)
- No.1 Celeb Of The Year 2008 – Celeb Of The Year (2008)
- Cosmopolitan Awards 2009 – Ultimate TV Personality of the year (2009)